# Неможлива планета
Неможлива планета (англ. The Impossible Planet) — восьмий епізод другого сезону поновленого британського науково-фантастичного серіалу «Доктор Хто». Уперше транслювався на телеканалі BBC One 3 червня 2006 року. Є першою частиною двосерійної історії разом з наступним епізодом «Темниця сатани». Наступна частина транслювалась 10 червня 2006 року.
Події епізоду розгортаються на планеті Кроп Тор, що обертається навколо чорної діри, та що не може отримати наукового пояснення. В даному епізоді людська експедиція намагається завершити буріння планети до її центру, дану експедицію тероризує істота, що називає себе Дияволом (грає Ґабліель Вульф) та яка отримує контроль над свідомістю удів — іншопланетних істот, яких використовують у якості рабів.

## Сюжет

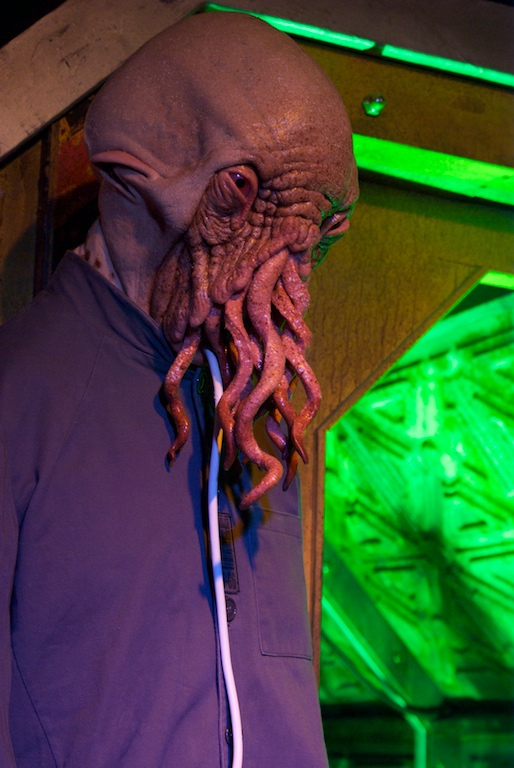
Уд на виставці «Doctor Who Experience»

TARDIS приземляться всередині космічної бази, призначеної для експедицій до глибокого космосу. Вони досліджують базу, виходять до великої кімнати, і знаходять на її стінах слова "Ласкаво просимо до пекла", написані над рядками невідомою мовою. TARDIS не в змозі перекласти їх. Роуз відчиняє двері, за якими знаходиться група удів — іншопланетної раси слуг, яка працює на станції.
Доктор і Роуз зустрічаються з екіпажем бази: Зак, Іда, Джефферсон, Денні, Скуті та Тобі. Екіпаж перебуває в експедиції на загадковій планеті Кроп-Тор, яка невідомим чином обертається навколо чорної діри. Капітан Зак пояснює, що навколо планети існує гравітаційна воронка, яка дозволяє їм безпечно входити або залишати чорну діру. Джерелом воронки є величезна енергетична сила в десяти милях всередині планети. Екіпаж пробурює десять миль під землею до ядра планети, сподіваючись знайти джерело енергії та використати його. Походження джерела живлення — давня цивілізація, що була на Кроп-Торі, а напис на стіні — це транскрипція фрагментів, знайдених на планеті під час буріння. На планеті стається землетрус.
Доктор незабаром виявляє, що ділянки станції з №5 до №8 розвалилися внаслідок землетрусу, а TARDIS упав всередину планети. Екіпаж повертається до своїх обов'язків. Тобі починає чути голос, який звертається до нього та який каже Тобі не дивитись на нього, інакше він помре. Уд повідомляє Роуз що Звір прокидається, щоб воювати проти Бога. З-за куточка ока Зака виглядає зображення демона, а комп'ютерна система каже Денні: «Він прокинувся». Голос розмовляє з Тобі, а символи на старих гончарних виробах, які він тримав, з’являються на його шкірі. Він втрачає свідомість. Іда відкриває вікно, щоб разом з екіпажем спостерігати, як залишки системи Скарлет захоплюються чорною дірою. Вона з Доктором говорять про майбутнє, поки не дзвонить телефон Роуз, який повідомляє їй: «Він прокинувся». Вони йдуть розпитувати Денні про удів. Денні намагається їх заспокоїти, показуючи на моніторі рівень телепатичного поля, який піднімається до Базового 30 — в шість разів більше норми. Уд відповідає: «Він прокинувся» та і «ти будеш йому поклонятися». Тобі прокидається з червоними очима та символами по всьому обличчю.
Тим часом Скуті йде до кімнати Тобі, але знаходить її порожньою. Комп'ютер оголошує про відкриття та закриття дверей №41. Занепокоєна вона кидається до шлюзу, де комп'ютер підтверджує, що двері відчинялись та зачинялись. Через вікно вона бачить Тобі на мертвій безповітряній поверхні планети без скафандра. Тобі обертається, щоб подивитися на неї і жестом розбиває скло між ними, вбиваючи Скуті. База починає трястись і Зак наказує їм евакуюватися. Денні, Роуз, Доктор, Джефферсон, Іда та двоє охоронців спішно вирушають до найближчого коридору та починають шукати Скуті. Зрештою Доктор повідомляє, що вона знаходиться надворі у вакуумі. Джефферсон повідомляє про її смерть Зака. Тобі повертається на базу.
Іда виявляє, що бур досяг ядра планети. Удів обмежують у пересуванні, закриваючи в їхніх відсіках. Доктор розмовляє із Заком, щоб він дозволив йому відправитись вниз та дослідити планету всередині. Він та Іда вирушають вниз по шахті до масивної печери зі стародавніми гігантськими скульптурами вздовж її стін. Вони знаходять великий круглий диск на підлозі печери.
На базі Денні повідомляє з місця, з якого він спостерігає за удами, що їх телепатичне поле піднялося до Базового 100 — смертельного для них рівня, але вони залишаються живими. Іда повідомляє, що край масивного диска вкритий старовинними символами, і вони запитують Тобі, чи не переклав він їх. Тобі каже, що він знає їхнє значення та дивиться на Джефферсона та Роуз червоними очима обличчям, вкритим символами. Він каже, що це слова Звіра. Він продовжує розмовляти, потім насміхається над Джефферсоном, поки символи зникають з його обличчя та переходять на удів. Тобі непритомніє, а уди з червоними очима починають говорити і просуватися до членів екіпажу, називаючи себе як легіоном Звіра та декламують біблійні вірші про нього. Усі, хто знаходиться кого них, відступають.
Доктор та Іда стоять перед запечатаним металевим диском в печері. Планета починає трястися, а диск розпадається, показуючи під собою чорну прірву. Зак повідомляє, що вони втрачають орбіту, оскільки група удів повертає групу до дверей, які не відкриваються. Доктор та Іда біжать назад до краю прогалини, коли голос викликує: «Прірва відкрита, і я вільний!» Доктор та Іда дивляться вниз, лунає зловісний сміх.

## Зйомки епізоду
Виконавчий продюсер та головний сценарист Расселл Ті Девіс говорив, що на початковому етапі написання сценарію двосерійної історії роль удів виконувалась раксакорікофаллапаторійцями (англ. Raxacoricofallapatorians) — іншопланетним видом, до якого належала родина Слівінів. Їхній вид задумувався в епізоді таким, що перебував у рабстві — вони мали намір пробудити Диявола, якого вони вважали богом, що зміг би їх звільнити. У супутньому епізоді «Доктор Хто: конфіденційно» Девіс сказав, що йому подобається ідея, що уди походять з планети, що знаходиться біля рідної планети сенсоритів, які згадуються в сьомій серії першого сезону класичного «Доктора Хто» «Сенсорити» (1964) — як він вважає, вони є схожими в деяких аспектах.
Сцени з тілами, що плавають в космічному просторі, були зняті на підводному майданчику Pinewood Studios — уперше, коли дане пристосування було використано під час зйомок серіалу. Також це перший епізод у поновленому телесеріалі 2005 року, в якому Доктор використовує шахту на іншій планеті: шахти раніше активно використовувались Доктором у класичному телесеріалі, але Девіс не був прихильником даного сценарного рішення. Очі в удів розміщуються у відмінній від людей частині голови, тому актори, які їх грали, були змушені дивитися крізь крихітні отвори, розміром голівки шпильки, що знаходились в масках.

## Трансляція епізоду та відгуки
Нічні оцінки кількості переглядів епізоду показали 5,94 мільйонів глядачів з максимумом 6,78 мільйонів. Однак, епізод отримав 39,8% рейтинг та став другою програмою вечора з найбільшим рейтингом, незважаючи на низку кількість глядачів. Підсумкові оцінки показали, що епізод переглянули 6,32 мільйони глядачів.
Цей епізод та епізод «Темниця сатани» були випущені у Великій Британії разом з «Кохання і монстри» у базовому DVD без додаткових відеоматеріалів 7 серпня 2006 року.
Ахсан Хаке з IGN дав епізоду оцінку 9,3 з 10, описавши його як «надзвичайно гарно написаний та зрежисований епізод з чудовими візуальними ефектами та відмінним звуком». Однак він також зауважив, що «перегляд великої частини епізоду виглядав, ніби перегляд помірно розважального B-фільму, такого як «Крізь обрій»». Він вважав, що епізод «представлено з достатнім чуттям та шармом». Дек Хоган з Digital Spy стверджував, що епізод повернув телесеріал «знову до форми», однак він зауважив, що втрата Докторм TARDIS стала нудною. Дейв Голдер, пишучи для SFX, відчув, що дана двосерійна історія знехтувала «маніакальною енергією, рівень дотепності та ідіосинкратичний підхід до зображення» «Доктора Хто», натомість стала ближчою до традиційної наукової фантастики, що зробило її схожою на «легку версвію «Зоряної брами»». Вважаючи, що космічний корабель експедиції виглядав «дурнувато», він хвалив гру акторів у додаткових ролях, а також гру Теннанта і Пайпер. Щодо «Неможливої планети» він стверджував: «Показ для глядача таємниці був чудово пророблений та інтригуючий. Персонажі були розкриті з майстерною економією. Напруження було відчутне. Ворог виглядав небезпечним. В ідеї, що зла сутність отримує контроль над расою, представники якої телепатично поєднані один з одним, ми маємо гарну цілісну науково-фантастичну ідею: просту та достатньо вільну від складної езотеричної навколонаукової мови для сприйняття глядачами, не знайомими з науковою фантастикою — таким і повинен бути поновлений телесеріал. В цьому допомагає також те, що уди є чудовим витвором дизайнерської роботи».